# Ligne de tramway H (TELB)
Pour les articles homonymes, voir Ligne H.
La ligne H est une ancienne ligne du tramway de Lille.

## Histoire
La ligne H ouverte en traction hippomobile en 1879 reliait la place de la gare  à Haubourdin par la rue Faidherbe, la Grand'place, la rue Nationale, le boulevard Bigo Danel, la rue d'Isly, la porte de Béthune, la rue du Faubourg de Béthune, la rue du Maréchal Foch à Loos, la rue Sadi Carnot à Haubourdin. Elle est convertie en traction électrique vers 1903.
C'était une des plus importantes du réseau et l'avant-dernière supprimée avec la ligne I le 17 janvier 1965 avant la  
la ligne B. L'itinéraire spécifique à ces services est repris par la ligne d'autobus 1. Le 20 juin la ligne est supprimée et remplacée par une nouvelle ligne d'autobus sous l'indice H.
Le projet d'une ligne de tramway Q sur le parcours de l'ancienne ligne H à Loos et Haubourdin qui serait prolongé jusqu'à Hallennes-lès-Haubourdin a été annoncé. La ligne se limiterait à la porte de Béthune où elle serait en correspondance avec la ligne de tramway projetée M de Seclin à Lille.